# FreeType
FreeType è una libreria software di funzioni che implementa un motore per la resa grafica dei font e può gestire un assortimento di formati di font digitali, tra cui TrueType, Type 1, e OpenType.
Serve a convertire in bitmap i caratteri vettoriali e fornisce funzioni ausiliarie per altre operazioni relative ai tipi di caratteri. È progettata per essere piccola, efficiente, altamente personalizzabile e portatile.